# KRI Dewaruci
KRI Dewaruci je cvičná barkentina indonéského námořnictva.

## Stavba

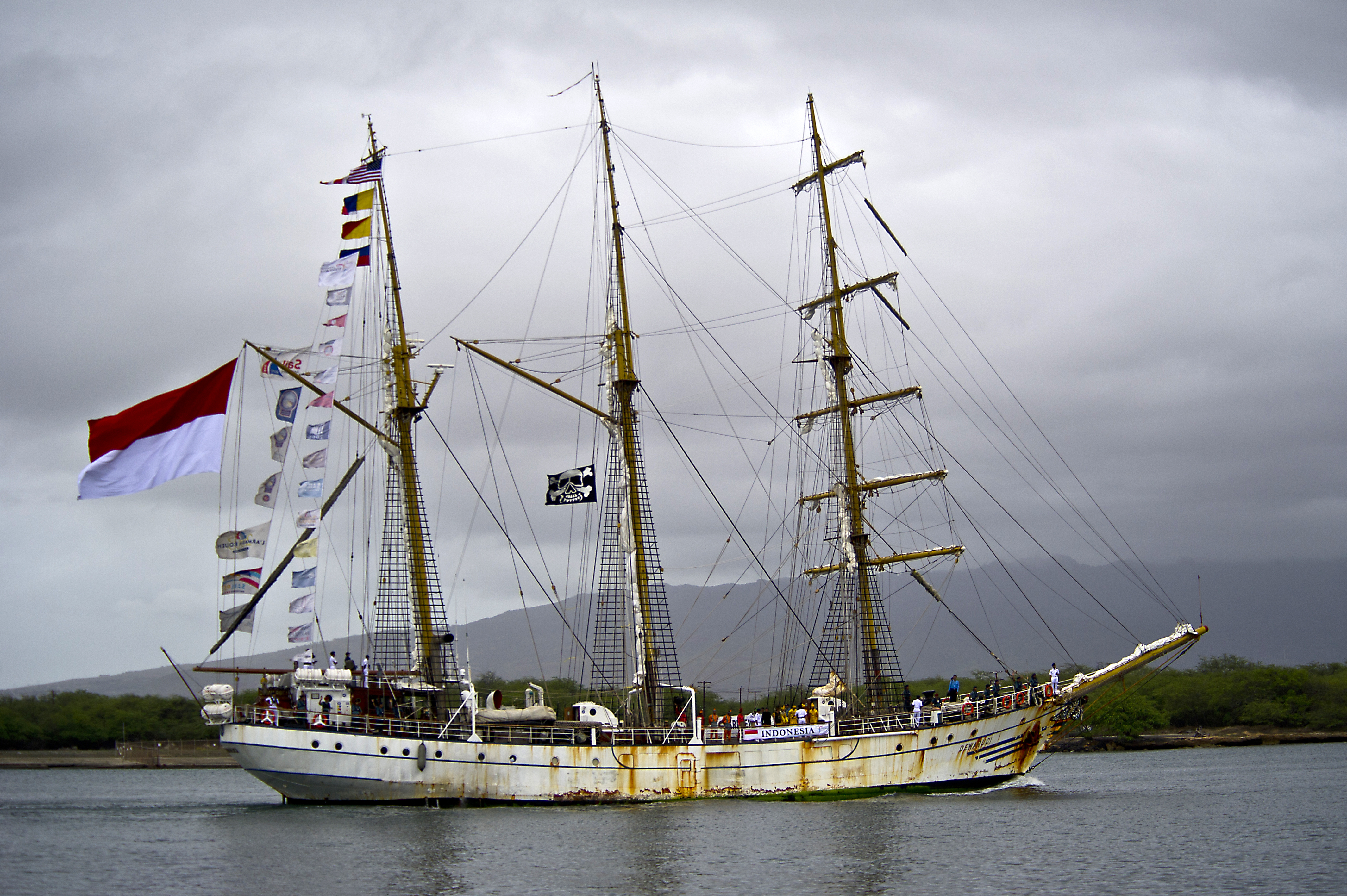
KRI Dewaruci v roce 2012

Plavidlo postavila německá loděnice H. C. Stülcken Sohn v Hamburku. Do služby byla přijata roku 1953.

## Konstrukce

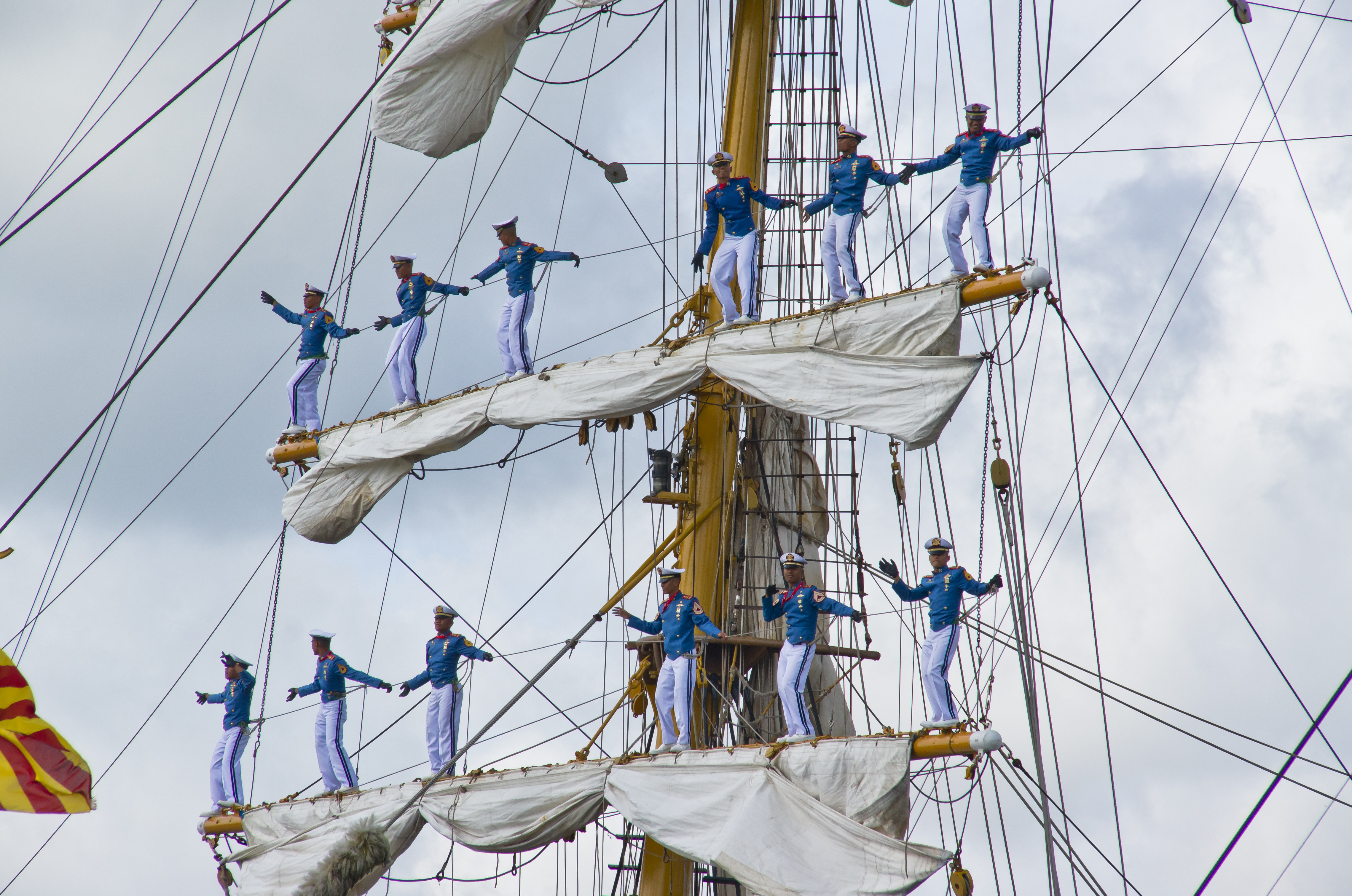
Posádka KRI Dewaruci

Posádku tvoří 110 mužů a 78 kadetů. Plavidlo je vybaveno pomocným dieselem o výkonu 575 bhp, pohánějícím jeden lodní šroub. Nejvyšší rychlost dosahuje 9 uzlů.